# Emil Georg Bührle
Emil Georg Bührle (ur. 31 sierpnia 1890 w Pforzheim, zm. 28 listopada 1956 w Zurychu) – niemiecko-szwajcarski przedsiębiorca.

## Życiorys
Urodził się 31 sierpnia 1890 r. w Pforzheim w rodzinie urzędnika służby cywilnej. Był wychowany jako gorliwy wyznawca religii starokatolickiej. W liceum odkrył w sobie pasję do sztuki i literatury. Od 1909 r. studiował we Fryburgu filologię niemiecką i angielską, ale w latach 1910–1911 uczęszczał na wykłady z historii sztuki w Monachium, a po powrocie do Fryburga uczęszczał na zajęcia z rzeźby gotyckiej u prof. Wilhelma Vögego. Podczas podróży do Berlina w 1913 r. po raz pierwszy zetknął się z malarstwem impresjonistycznym. W czasie I wojny światowej służył w armii jako oficer kawalerii w 3 Pułku Dragonów Badeńskich i w 1916 r. awansował do stopnia porucznika. Po zakończeniu wojny nie został zdemobilizowany, gdyż wojsko miało być użyte do pacyfikowania ruchów rewolucyjnych.
Przeniesiony wraz z oddziałem do Magdeburga, zakwaterowany został w domu bankiera Ernsta Schalka i w październiku 1919 r. zaręczył się z jego córką Charlotte. Wkrótce potem rozpoczął pracę w Magdeburskiej Fabryce Maszyn i Narzędzi, gdzie szybko awansował do zarządu firmy, gdyż jego teść był jej udziałowcem. Po ślubie w 1920 r. przeniesiony został do oddziału firmy w Stolbergu. W 1923 r. firma kupiła szwajcarską fabrykę obrabiarek Oerlikon i rok później Bührle został jej dyrektorem generalnym. Wraz z nową posadą przeniósł się do Zurychu. Wkrótce po przeprowadzce nabył patent na 20-mm działko opracowane przez niemieckiego inżyniera z Zurychu Reinholda Beckera. Wpisywało się to w niemiecki program zbrojeniowy, który po ograniczeniach traktatu wersalskiego zmuszony był przenieść produkcję uzbrojenia poza granice Niemiec.
W 1929 r. teść Bührlego stał się większościowym udziałowcem fabryki. Sam Bührle pozyskiwał w tym czasie kontrakty w Europie i Ameryce Południowej, sprzedając działa przeciwlotnicze. Początkowo firma Oerlikon-Bührle zaopatrywała w broń również przeciwników gen. Franco w Hiszpanii czy Abisyńczyków broniących się przed faszystowskimi Włochami. Po przejęciu władzy w Niemczech przez nazistów, gdy oficjalnie porzucono ograniczenia w zbrojeniach, zaczęły wzrastać zamówienia dla firmy Oerlikon z Francji i Wielkiej Brytanii, a licencja na produkcję działek przeciwlotniczych została sprzedana do tego drugiego kraju oraz do USA. W 1937 r. Bührle został jedynym właścicielem Oerlikon Bührle & Co. W tym samym roku uzyskał szwajcarskie obywatelstwo. W 1939 r. otworzył dodatkowo Hotel zum Storchen w centrum Zurychu.
W latach 1940–1944, gdy Szwajcaria była otoczona przez kraje Osi lub państwa przez nie okupowane, na zlecenie szwajcarskiego rządu firma dostarczała broń do Niemiec i Włoch. W tym okresie Bührle zakupił także ziemię rolną w Maggia Delta w Ticino. W 1942 r. z jego pomocą finansową Kościół starokatolicki wzniósł kościół w Oerlikonie, do którego sam Bührle podarował obrazy i rzeźby. Po II wojnie światowej firma trafiła na aliancką czarną listę producentów broni, wobec czego zaczęła się zajmować nielegalnym jej dostarczaniem, m.in. do Indii i Pakistanu. Dodatkowo w fabrykach należących do Bührlego od 1941 do 1968 r. trwał proceder pracy przymusowej realizowany z pomocą domu klasztornego w Marienheim, do którego władze kierowały kobiety w trudnej sytuacji społeczno-ekonomicznej.
Bührle kolekcjonował obrazy, szczególnie malarstwo impresjonistów i postimpresjonistów, m.in. Claude’a Moneta, Edgara Degasa czy Auguste’a Renoira. Ponadto w jego kolekcji znajdowały się obrazy Petera Rubensa i innych dawniejszych mistrzów. W okresie II wojny światowej utrzymywał kontakty handlowe z handlarzami zrabowanych dzieł sztuki Theodorem Fischerem i Hansem Wendlandem. Po wojnie nadal kolekcjonował sztukę, ale o podejrzanej proweniencji jego kolekcji mówiono od czasu wojny. Już w 1948 r. szwajcarski Sąd Najwyższy zmusił go do zwrotu pierwotnym właścicielom lub ich spadkobiercom 13 obrazów zagrabionych przez nazistów. Jeszcze w tym samym 1948 r. odkupił jednak kilka z nich, gdyż wielu ocalonych z Zagłady żyło w ubóstwie.
Utrzymywał doskonałe relacje z władzami Zurychu, m.in. w 1952 r. podarował Kunsthausowi dwa obrazy Moneta z cyklu przedstawiającego lilie wodne oraz sfinansował skrzydło wystawowe. W chwili śmierci jego zbiór liczył ponad 600 dzieł.
Zmarł 28 listopada 1956 r. w Zurychu.